# Сент-Ави (Шаранта)
Сент-Ави́ (фр. Saint-Avit) — коммуна во Франции, находится в регионе Пуату — Шаранта. Департамент — Шаранта. Входит в состав кантона Шале. Округ коммуны — Ангулем.
Код INSEE коммуны — 16302.

## География
Коммуна расположена приблизительно в 440 км к юго-западу от Парижа, в 150 км южнее Пуатье, в 50 км к югу от Ангулема.
Западная граница коммуны проходит по реке Тюд, притоке реки Дрон.

## Население
Население коммуны на 2008 год составляло 182 человека.
| 1962 | 1968 | 1975 | 1982 | 1990 | 1999 | 2008 |
| ---- | ---- | ---- | ---- | ---- | ---- | ---- |
| 176  | 185  | 195  | 209  | 194  | 180  | 182  |

## Экономика
В 2007 году среди 112 человек в трудоспособном возрасте (15—64 лет) 62 были экономически активными, 50 — неактивными (показатель активности — 55,4 %, в 1999 году было 65,1 %). Из 62 активных работали 60 человек (34 мужчины и 26 женщин), безработных было 2 (0 мужчин и 2 женщины). Среди 50 неактивных 4 человека были учениками или студентами, 22 — пенсионерами, 24 были неактивными по другим причинам.

## Достопримечательности
- Приходская церковь Сент-Ави (XI век)
  - Бронзовый колокол (1624 год). Вес — 30 кг. На колоколе выгравирована надпись: LOUIS DE CHABANS. 1624. Исторический памятник с 1944 года[3]
- Замок Бельвю (XVII век)

## Фотогалерея

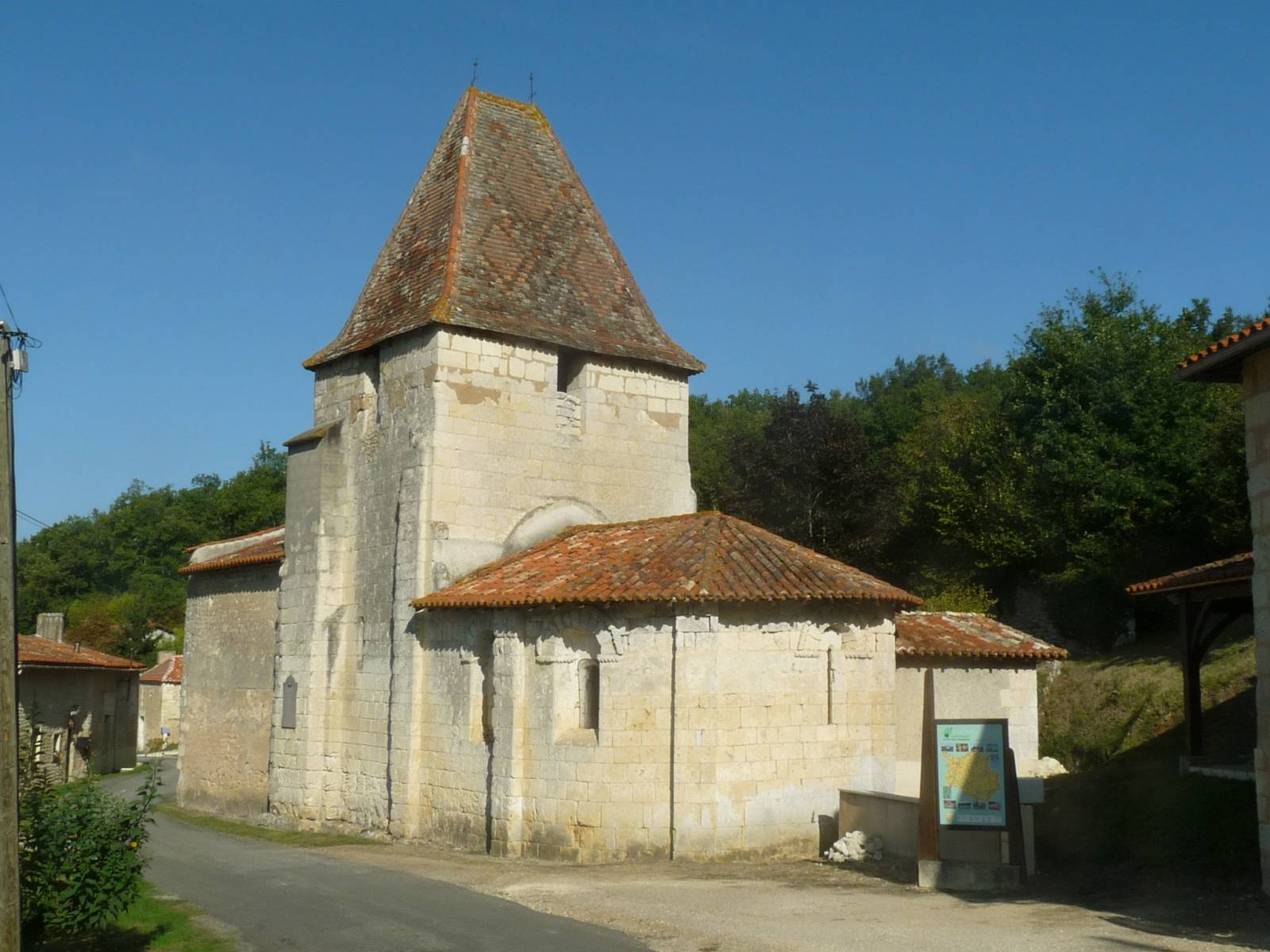
Церковь Сент-Ави
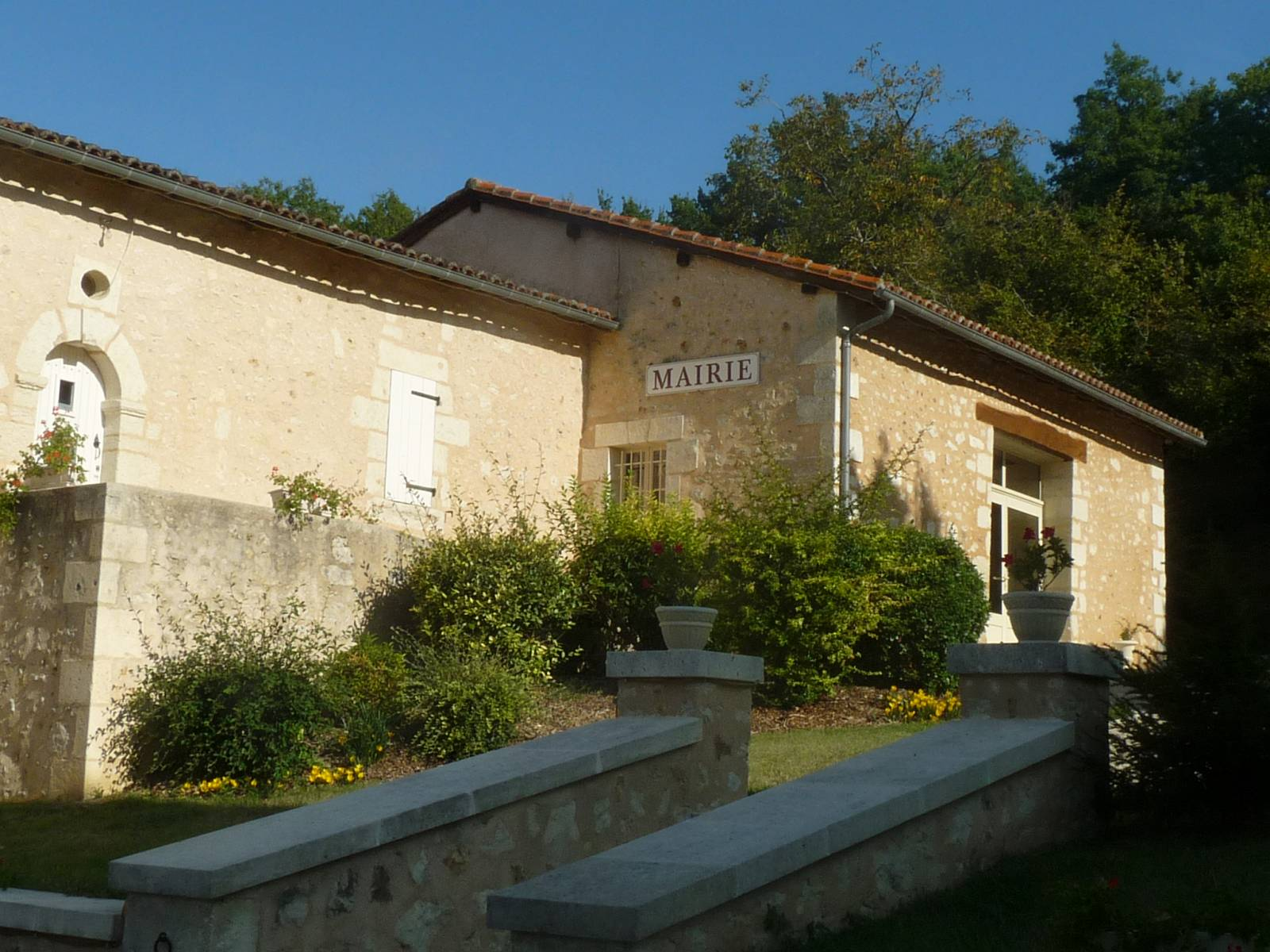
Мэрия
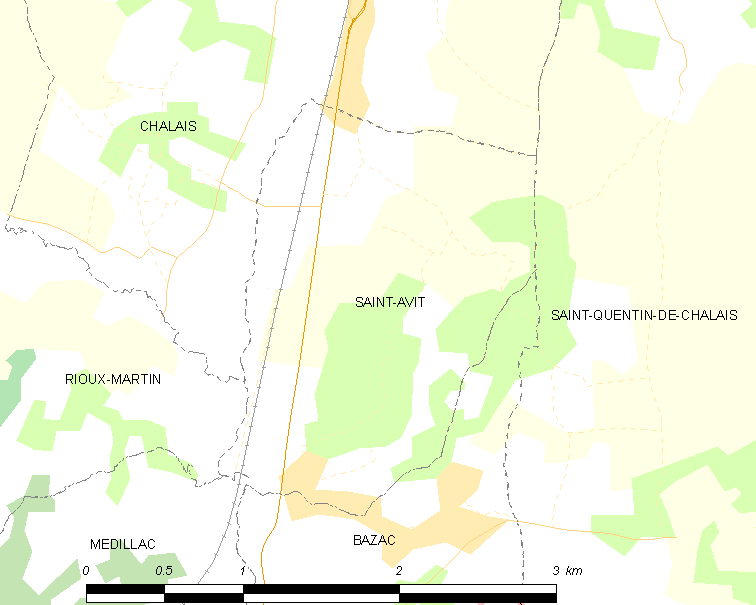
Карта коммуны